# Ants Piip
Ants Piip (ur. 28 lutego 1884, zm. 1 października 1942) – estoński prawnik, dyplomata i polityk. Premier Estonii od 26 października 1920 do 25 stycznia 1921. Szef państwa od 21 grudnia 1920 do 25 stycznia 1921. Po zajęciu kraju przez wojska radzieckie, 30 czerwca 1941 roku został aresztowany i rok później zmarł w więzieniu NKWD.
Został odznaczony m.in. estońskim Krzyżem Wolności I klasy (1920) oraz Orderem Krzyża Orła I klasy (1934).